# Diocesi di Reggio Emilia-Guastalla
La diocesi di Reggio Emilia-Guastalla (in latino Dioecesis Regiensis in Aemilia-Guastallensis) è una sede della Chiesa cattolica in Italia suffraganea dell'arcidiocesi di Modena-Nonantola appartenente alla regione ecclesiastica Emilia-Romagna. Nel 2023 contava 500.056 battezzati su 571.167 abitanti. È retta dall'arcivescovo (titolo personale) Giacomo Morandi.

## Territorio

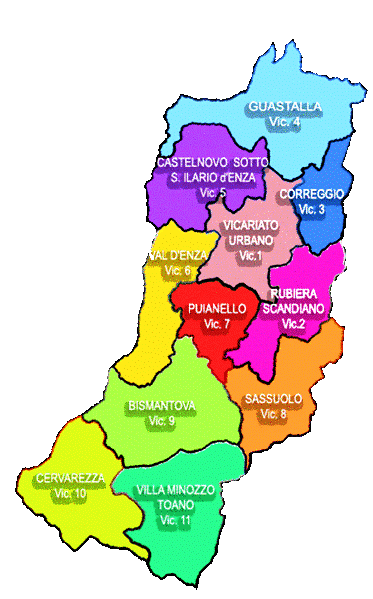
Mappa dei vecchi vicariati della diocesi.

L'estensione territoriale della diocesi è quasi coincidente con la provincia di Reggio Emilia; è escluso solamente il comune di Rolo (appartenente alla diocesi di Carpi), mentre sono compresi alcuni territori ad est, che per la giurisdizione secolare appartengono alla provincia di Modena: la maggior parte del comune di Sassuolo e frazioni dei comuni di Frassinoro (Fontanaluccia, Romanoro, Rovolo), Prignano sulla Secchia (Castelvecchio, Pigneto, Prignano, Saltino) e Montefiorino (Macognano).
Sede vescovile è la città di Reggio Emilia, dove si trova la cattedrale dell'Assunzione di Maria Vergine. A Guastalla si trova la concattedrale di San Pietro Apostolo. Nel territorio diocesano sorgono anche due basiliche minori: la basilica della Madonna della Ghiara a Reggio Emilia, e la basilica di San Marco a Boretto.
Il territorio è suddiviso in 306 parrocchie, raggruppate in 5 vicariati: Reggio Emilia, Pianura, Val d'Enza, Valle del Secchia e Montagna.

## Storia

### Reggio Emilia

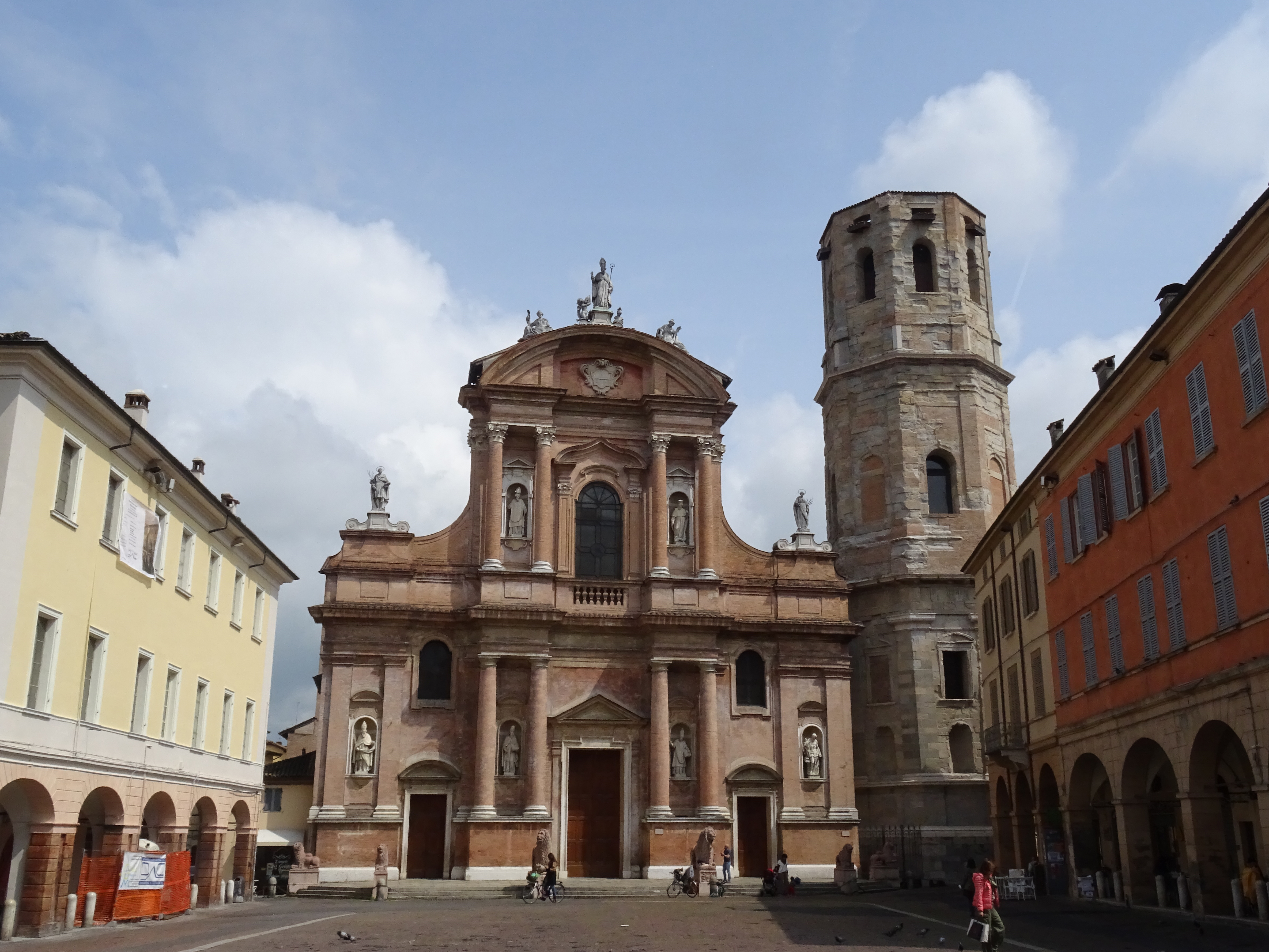
Facciata della basilica di San Prospero a Reggio Emilia

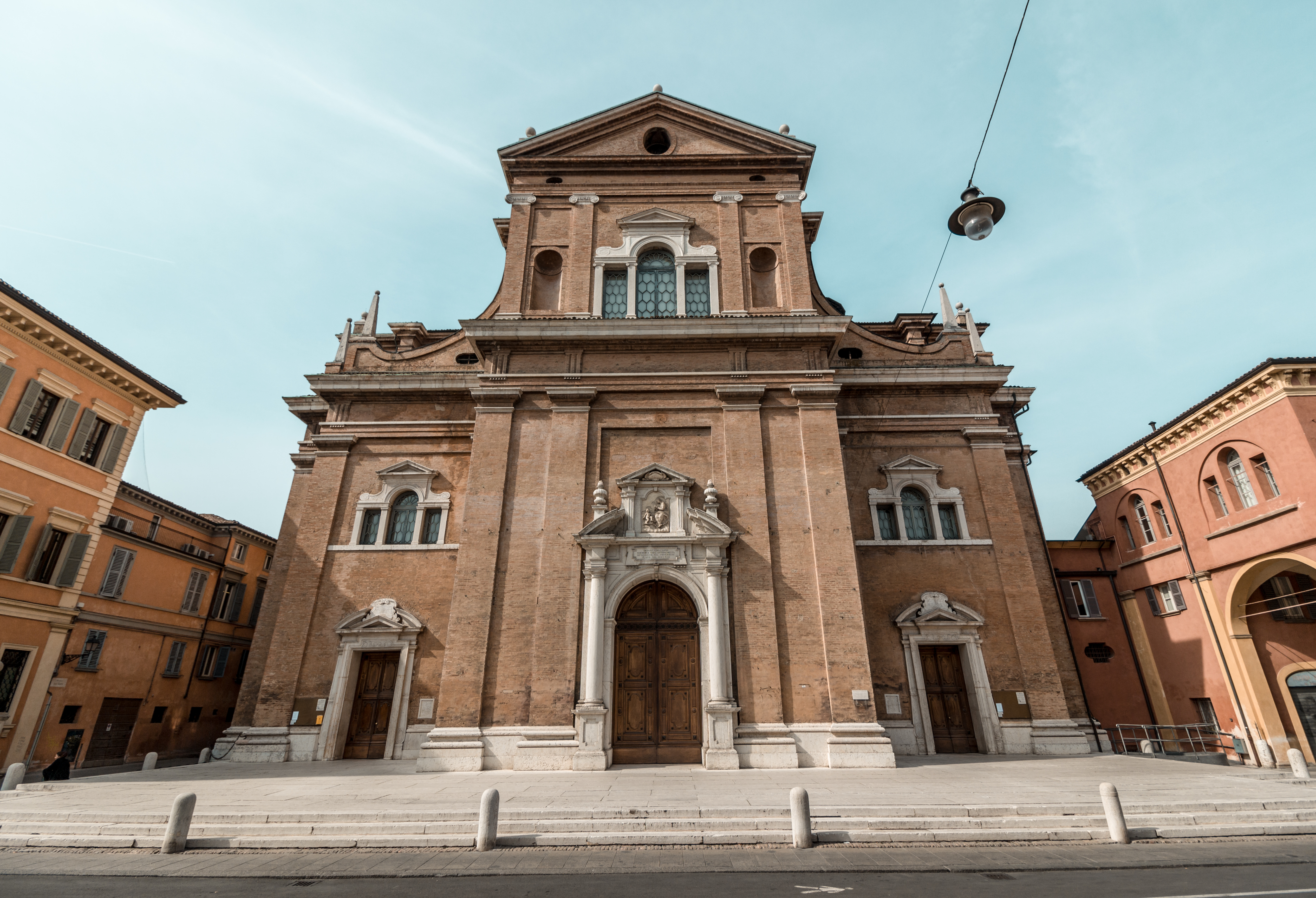
La basilica della Madonna della Ghiara a Reggio Emilia.

L'origine della diocesi di Reggio Emilia è datata tradizionalmente al I secolo, tuttavia si hanno riscontri storici affidabili di un vescovo reggiano solo a partire dal 451, anno in cui Favenzio prese parte al concilio di Milano. Un antico catalogo episcopale reggiano, risalente al XIII secolo e rifacentesi forse agli antichi dittici diocesani, riporta un elenco di 49 vescovi fino ad Alberio (1140). Tuttavia, dei 17 vescovi precedenti Maurizio (che prese parte al concilio romano di papa Agatone nel 680), nessuno trova conferma storica ad eccezione del succitato Favenzio.
Precedente l'anno 1000, è la chiesa di Santa Croce in Guastalla, detta anche "chiesa della Morte", nella quale fu conservata una particola del Preziosissimo Sangue di Gesù Cristo. La chiesa è annessa ad un'antica cripta.
Originariamente suffraganea dell'arcidiocesi di Milano, nel VII secolo entrò a far parte della provincia ecclesiastica dell'arcidiocesi di Ravenna.
Il 24 novembre 703 vennero traslate le reliquie del santo patrono San Prospero da parte del vescovo Tommaso, dalla chiesa di Sant'Apollinare alla chiesa del nascente monastero di San Prospero fuori le mura. Nel 996 fu fondata la nuova basilica di San Prospero dal vescovo Teuzone, che accolse le reliquie di San Prospero.
Verso la fine del XIII secolo durante sette anni di sede vacante (1283-1290) la diocesi fu retta da vicari capitolari: il capitolo della cattedrale si divise in due partiti, eleggendo ciascuno due diversi pretendenti non riconosciuti dall'altro. Dal 1283 al 1287 la sede fu governata dall'arcidiacono Guido da Baiso e dal 1288 dall'arciprete Nicolò dei Cambiatori.
A partire dall'anno 1377 ai vescovi di Reggio Emilia fu concesso da parte del Papa di portare il titolo onorifico, peraltro assai raro, di principe di Sua Santità; titolo a cui rinunciò nell'anno 1960 il vescovo Beniamino Socche. Lo stemma araldico del vescovo di Reggio Emilia comportava quindi la presenza insieme alla croce anche dell'elmo e della spada.
Il 10 dicembre 1582 divenne suffraganea dell'arcidiocesi di Bologna.
Nel XVI secolo l'Appennino reggiano, dipendente dalla diocesi di Reggio e in parte da quella di Parma, era diviso in 8 plebanati, ciascuno dei quali aveva come dipendenti un certo numero di chiese filiali. Nella montagna reggiana erano presenti due importanti monasteri. Il monastero di Marola era retto dai monaci agostiniani. I suoi beni furono dati in commenda, poi allivellati, quindi passati alla Camera Ducale. Francesco IV d'Este, duca di Modena e Reggio, cedette infine l'abbazia al vescovo di Reggio per erigervi un seminario. Il monastero di Canossa era retto dai Benedettini, passò in commenda, fu poi soppresso dal duca nel 1763.
Fino al 1779 gran parte dell'attuale diocesi di Carpi, in particolare gli odierni comuni di Mirandola, Concordia sulla Secchia, San Possidonio, rientrava nella giurisdizione reggiana. 
Nella prima metà dell'Ottocento, furono rivisti i confini tra la diocesi di Reggio e quelle vicine. Il 16 febbraio 1820, in forza della bolla Paternae charitatis di papa Pio VII, cedette alla diocesi di Mantova le parrocchie che si trovavano a nord del Po.
Il 10 dicembre 1821, con il breve Sacrorum canonum dello stesso Pio VII, furono rivisti i confini tra le diocesi di Parma e di Reggio Emilia: Parma acquisì da Reggio 10 parrocchie, ma ne cedette alla stessa 21, quasi tutte ad est del fiume Enza.
Nel 1853 furono nuovamente ridefiniti i confini tra Parma e Reggio Emilia, in seguito agli accordi presi nel trattato di Firenze del 1844: Parma cedette altre 19 parrocchie a Reggio, acquisendone dalla stessa 2. Con queste disposizioni il fiume Enza divenne il confine naturale fra le due diocesi.
Il 22 agosto 1855 la diocesi è entrata a far parte della provincia ecclesiastica di Modena.
Il 15 settembre 1984 in virtù del decreto Quo aptius della Congregazione per i vescovi, la diocesi di Reggio Emilia acquisì due parrocchie nel comune di Toano, che precedentemente erano appartenute all'arcidiocesi di Modena.

### Guastalla

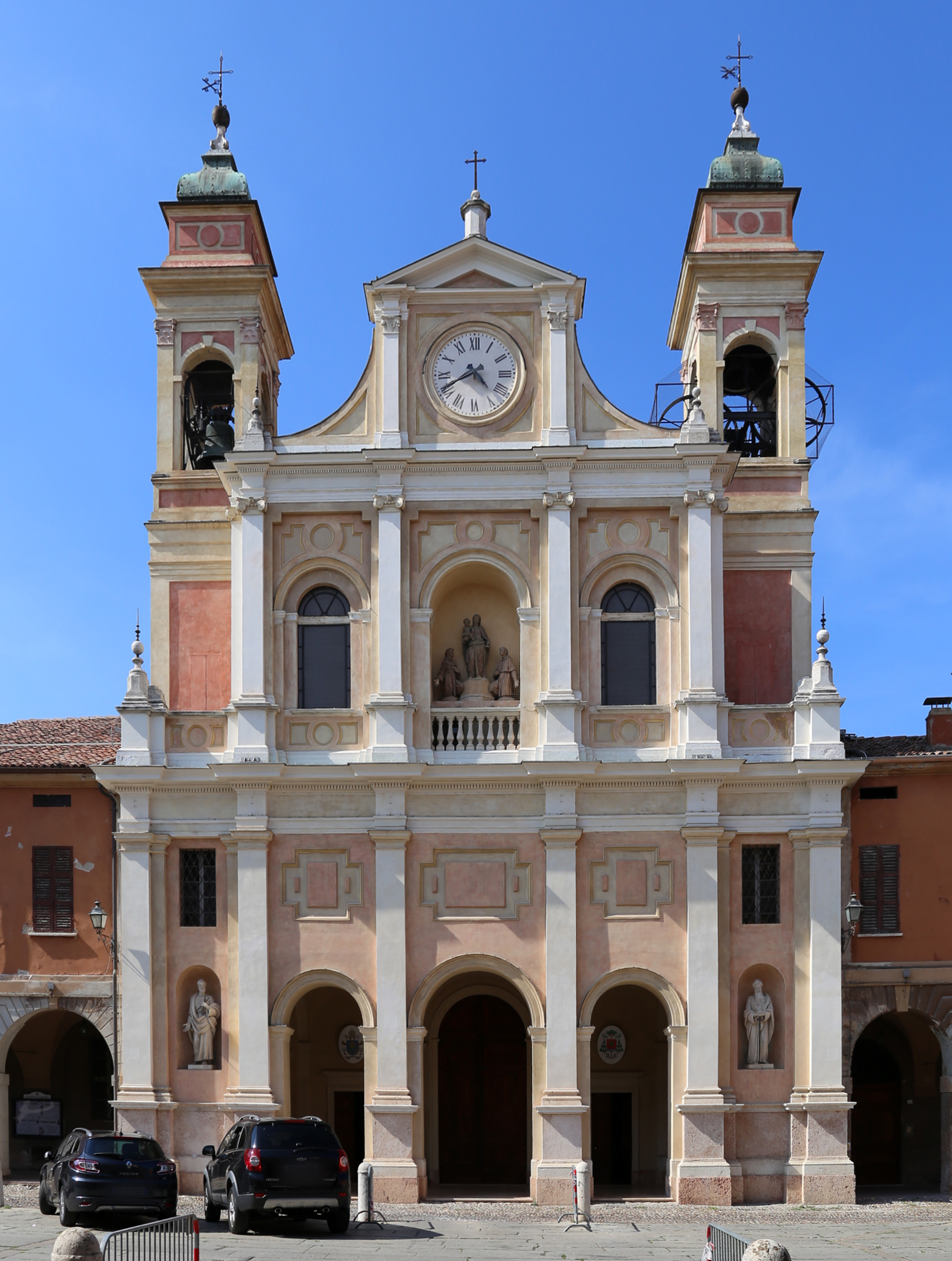
La concattedrale di San Pietro Apostolo a Guastalla

La diocesi di Guastalla è stata eretta il 18 settembre 1828 con la bolla De commisso nobis di papa Leone XII. La Chiesa guastallese aveva ottenuto, fin dal XII secolo, l'esenzione dalla giurisdizione vescovile di Reggio e sottomessa ai Benedettini. In seguito, su istanza dell'arciprete Gerardo nel 1471 fu eretta in arcipretura nullius diocesis; infine il 5 novembre 1585 papa Sisto V la trasformò nuovamente in Chiesa abbaziale nullius, appartenente alla provincia ecclesiastica di Milano. Nel 1629 l'abate Vincenzo Lojani, esercitando i suoi diritti quasi episcopali, convocò un sinodo della Chiesa guastallese. Questa autonomia di Guastalla suscitò in più occasioni il disaccordo dei vescovi di Reggio; con solenne motu proprio del 17 settembre 1773 papa Clemente XIV ribadì l'esenzione vescovile della Chiesa di Guastalla e la sua diretta sottomissione alla Santa Sede.
Agli inizi dell'Ottocento, su istanza della duchessa Maria Luigia d'Austria, l'abbazia nullius fu elevata al rango di diocesi e fu nominato primo vescovo Giovanni Tommaso Neuschel, che fu anche l'ultimo abate. La diocesi, molto piccola, comprendeva inizialmente 11 parrocchie: le 5 di Guastalla, e le 6 parrocchie dei comuni di Reggiolo e di Luzzara sottratte alla diocesi di Parma.
Originariamente immediatamente soggetta alla Santa Sede, il 22 agosto 1855 la diocesi è entrata a far parte della provincia ecclesiastica di Modena.
Nel 1866 ingrandì il proprio territorio con altre 13 parrocchie cedute dalla diocesi di Reggio Emilia.
Nel 1885 la diocesi di Guastalla aveva 89 preti, comprendeva 26 parrocchie, per un totale di poco più di 53 mila abitanti.
Il 26 maggio 1967, con la lettera apostolica Porta caeli, papa Paolo VI ha proclamato la Beata Maria Vergine della Porta e San Francesco d'Assisi patroni principali della diocesi di Guastalla.
Al momento dell'unione con Reggio Emilia, la diocesi di Guastalla comprendeva 30 parrocchie nei comuni di Bagnolo in Piano, Boretto, Brescello, Campagnola Emilia, Fabbrico, Gualtieri, Guastalla, Luzzara, Novellara e Reggiolo.

### Sedi unite

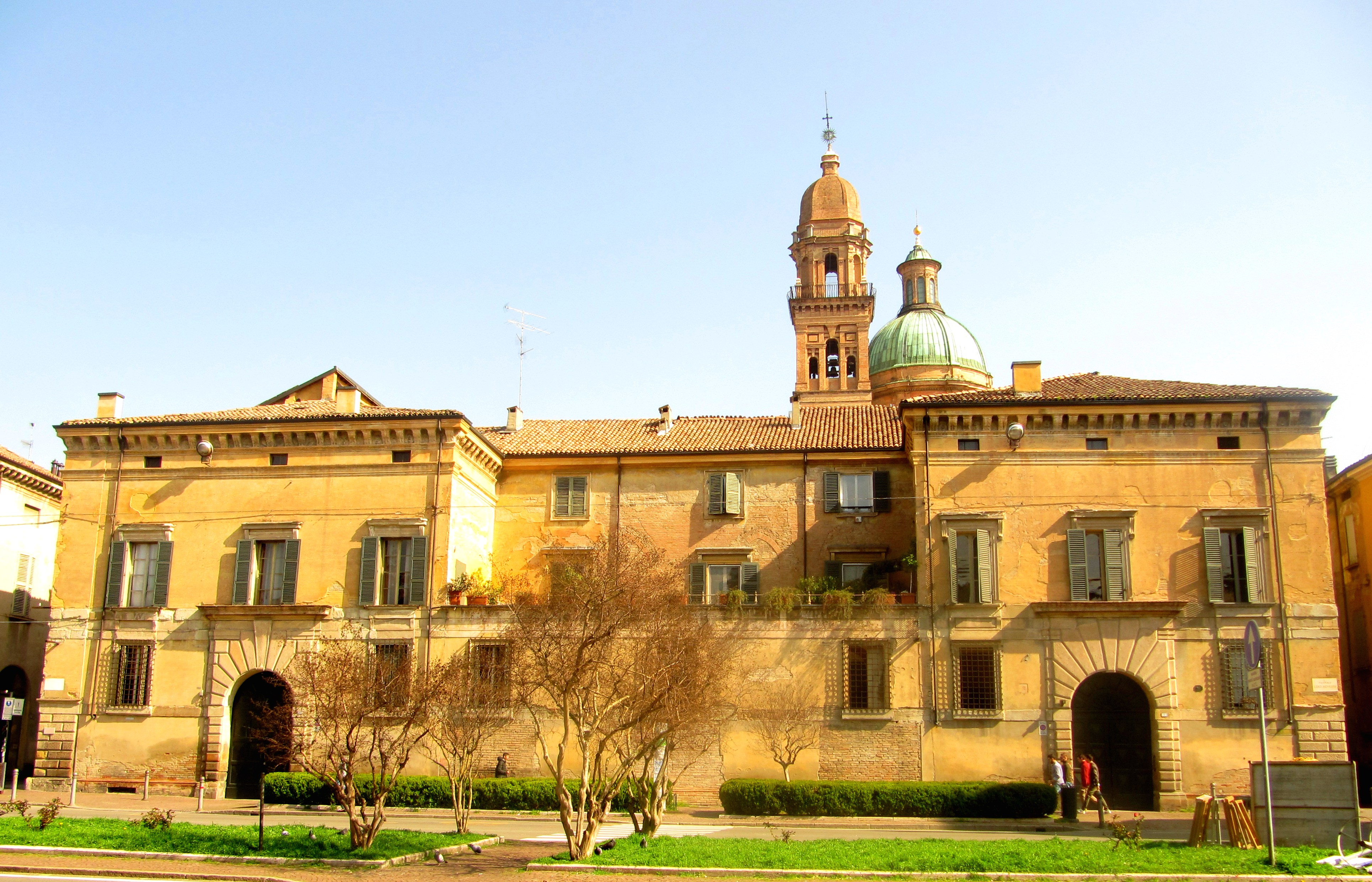
Il palazzo vescovile di Reggio Emilia.

Il 10 febbraio 1973 Gilberto Baroni, già vescovo di Reggio Emilia dal 1965, fu nominato anche vescovo di Guastalla, unendo così in persona episcopi le due diocesi.
Il 30 settembre 1986, in forza del decreto Instantibus votis della Congregazione per i vescovi, fu stabilita la plena unione delle due diocesi e la nuova circoscrizione ecclesiastica ha assunto il nome attuale.

## Cronotassi dei vescovi
Si omettono i periodi di sede vacante non superiori ai 2 anni o non storicamente accertati.

### Vescovi di Reggio Emilia
- Protasio †
- Cromazio †
- Antonino †
- Elia †
- Santino †
- Carosio †
- Favenzio † (menzionato nel 451)[13]
- Elpidio †
- San Prospero † (V secolo)
- Stefano †
- Adeodato o Deusdedit †
- Teodosio o Teodoro †
- Donodidio †
- Adriano †
- Benenato †
- Paolo I †
- Lupiano o Ulpiano †
- Maurizio † (menzionato nel 680)[14]
- Costantino †
- Beato Tommaso † (inizio VIII secolo)[15]
- Giovanni †
- Sisto o Callisto †
- Geminiano † (menzionato nel 751 circa)
- Apollinare † (prima del 756 - dopo il 781)
- Adelmo † (menzionato nell'800 ?)
- Norperto o Nodeberto † (prima dell'822 - dopo l'835)
- Vitale † (menzionato nell'838 ?)
- Sigifredo † (prima dell'844 - dopo l'857)
- Rotfrido † (menzionato nell'874 ?)
- Azzo I (o Amone o Arnone) † (menzionato nell'877)[16]
- Paolo II † (prima di dicembre 878 - 881)
- Aronne † (prima di febbraio 882 - dopo aprile 885 ?)
- Azzo II † (prima di ottobre 890 - dopo settembre 899 deceduto)[17]
- Pietro † (prima di ottobre 900 - dopo giugno 915)
- Fredolfo † (menzionato nel 923)
- Girardo o Gottardo †
- Aribaldo o Eriberto o Girberto † (prima di agosto 942 - dopo marzo 944)
- Adelardo † (prima del 945 - dopo il 952)
- Ermenaldo o Ermanno † (prima del 962 - dopo agosto 979)
- Teuzone † (prima del 980 - dopo dicembre 1029)
- Sigifredo (o Sifredo) II † (prima di maggio 1031 - dopo il 1046)[18]
- Conone o Condelaudo † (menzionato nel 1050)
- Adalberio o Alberio † (1053 o 1054 - dopo marzo 1060)
- Volmaro † (circa 1062 - dopo maggio 1065)
- Gandolfo † (prima di dicembre 1066 - 1082 deposto)
  - Sant'Anselmo † (1082 - circa 1085) (amministratore apostolico)
- Eriberto o Euberto † (circa 1085 - dopo settembre 1092 deceduto)
- Lodovico † (1092 - dopo il 1093)[19]
- Bonseniore o Bonsignore † (prima di aprile 1098 - 10 maggio 1118 deceduto)
- Adelmo o Adelelmo † (prima di febbraio 1123 - dopo dicembre 1136)
- Alberio † (prima di marzo 1140 - 5 aprile 1163 deceduto)
- Albericone o Alberico † (1163 - 28 agosto 1187 deceduto)
- Pietro † (prima del 10 settembre 1187 - novembre 1210 deceduto)
- Niccolò Maltraversi † (1º giugno 1211 - agosto 1243 deceduto)
- Guglielmo da Fogliano † (settembre o ottobre 1243 - 5 agosto 1283 deceduto)
  - Sede vacante (1283-1290)
- Guglielmo da Bobbio, O.F.M. † (22 giugno 1290 - 3 settembre 1301 deceduto)
- Enrico de Casalorci o Casalocci † (30 aprile 1302 - 29 aprile 1312 deceduto)
- Guido da Baisio † (19 dicembre 1312 - 11 ottobre 1329 nominato vescovo di Rimini)
- Guido Roberti † (11 ottobre 1329 - 27 giugno 1332 nominato arcivescovo di Ravenna)
  - Tommasino Fogliani † (1334 - 1336) (amministratore apostolico)
- Rolando Scarampi † (10 maggio 1336 - 1337 dimesso)
- Bartolomeo d'Asti (o d'Ivrea) † (6 ottobre 1339 - 1362 deceduto)
- Lorenzo Pinotti † (6 marzo 1363 - dopo il 9 luglio 1379 deceduto)
- Serafino Tavacci da Trino, O.F.M. † (1º gennaio 1380 - prima del 16 dicembre 1387 nominato vescovo di Santa Giusta)
- Ugolino da Sesso † (24 luglio 1387 - dopo il 10 ottobre 1394 deceduto)
- Tebaldo da Sesso, O.S.B. † (3 aprile 1395 - 6 gennaio 1439 deceduto)
- Giacomo Antonio della Torre † (16 gennaio 1439 - 19 ottobre 1444 nominato vescovo di Modena)
- Giambattista Pallavicino † (19 ottobre 1444 - 12 maggio 1466 deceduto)
- Antonio Beltrando † (28 maggio 1466 - 5 maggio 1476 deceduto)
- Bonfrancesco Arlotti † (9 giugno 1477 - 7 gennaio 1508 deceduto)
- Gianluca Castellini (Del Pozzo) † (7 gennaio 1508 succeduto - 18 ottobre 1510 deceduto)
- Ugo Rangone † (18 ottobre 1510 - 28 agosto 1540 deceduto)
- Marcello Cervini (24 settembre 1540 - 29 febbraio 1544 nominato vescovo di Gubbio, poi eletto papa con il nome di Marcello II)
- Giorgio Andreasi † (2 aprile 1544 - 22 gennaio 1549 deceduto)
- Giambattista Grossi † (22 gennaio 1549 succeduto - 28 marzo 1569 deceduto)
- Eustachio Locatelli, O.P. † (15 aprile 1569 - 14 ottobre 1575 deceduto)
- Francesco Martelli † (19 ottobre 1575 - 9 marzo 1578 deceduto)
- Benedetto Manzoli † (9 aprile 1578 - 26 agosto 1585 deceduto)
- Giulio Masetti † (7 ottobre 1585 - 2 settembre 1592 deceduto)
- Claudio Rangoni † (16 dicembre 1592 - 2 settembre 1621 deceduto)
- Alessandro d'Este † (13 ottobre 1621 - 13 maggio 1624 deceduto)
- Paolo Coccapani † (7 aprile 1625 - 26 giugno 1650 deceduto)
- Rinaldo d'Este † (5 dicembre 1650 - 23 aprile 1660 dimesso)
- Girolamo Codebò † (24 gennaio 1661 - 3 ottobre 1661 deceduto)
- Gianagostino Marliani † (27 febbraio 1662 - 22 maggio 1674 deceduto)
- Augusto Bellincini † (28 gennaio 1675 - 20 luglio 1700 deceduto)
- Ottavio Picenardi † (14 marzo 1701 - dicembre 1722 deceduto)
- Lodovico Forni † (12 maggio 1723 - 21 novembre 1750 dimesso)
- Giovanni Maria Castelvetro † (7 dicembre 1750 - 4 aprile 1785 deceduto)
- Francesco Maria d'Este † (26 settembre 1785 - 17 maggio 1821 deceduto)
- Angelo Maria Ficarelli † (19 aprile 1822 - 5 giugno 1825 deceduto)
- Filippo Cattani † (3 luglio 1826 - 7 gennaio 1849 deceduto)
- Pietro Raffaelli † (20 aprile 1849 - 23 luglio 1866 deceduto)
- Carlo Macchi † (27 marzo 1867 - 22 maggio 1873 deceduto)
- Guido Rocca † (25 luglio 1873 - 26 gennaio 1886 deceduto)
- Vincenzo Manicardi † (7 giugno 1886 - 20 ottobre 1901 deceduto)
- Arturo Marchi † (16 dicembre 1901 - 29 aprile 1910 nominato arcivescovo di Lucca)
- Eduardo Brettoni † (12 ottobre 1910 - 13 novembre 1945 deceduto)
- Beniamino Socche † (13 febbraio 1946 - 16 gennaio 1965 deceduto)
- Gilberto Baroni † (27 marzo 1965 - 30 settembre 1986 nominato vescovo di Reggio Emilia-Guastalla)

### Vescovi di Guastalla
- Giovanni Tommaso Neuschel, O.P. † (15 dicembre 1828 - 21 novembre 1836 nominato vescovo di Borgo San Donnino)
- Pietro Giovanni Zanardi † (21 novembre 1836 - 15 settembre 1854 deceduto)
- Pietro Rota † (23 marzo 1855 - 27 ottobre 1871 nominato vescovo di Mantova)
- Francesco Benassi † (27 ottobre 1871 - 30 settembre 1884 dimesso[20])
- Prospero Curti † (10 novembre 1884 - 21 marzo 1890 deceduto)
- Beato Andrea Carlo Ferrari † (23 giugno 1890 - 1º giugno 1891 nominato vescovo di Como)
- Pietro Respighi † (14 dicembre 1891 - 30 novembre 1896 nominato arcivescovo di Ferrara)
- Enrico Grazioli † (30 novembre 1896 - 13 aprile 1897 dimesso[21])
- Andrea Sarti † (19 aprile 1897 - 29 aprile 1909 nominato vescovo di Pistoia e Prato)
- Agostino Cattaneo † (15 marzo 1910 - 9 aprile 1923 deceduto)
- Giordano Corsini † (25 maggio 1923 - 7 luglio 1932 dimesso[22])
- Giacomo Zaffrani † (16 settembre 1932 - 6 maggio 1960 deceduto)
- Angelo Zambarbieri † (6 maggio 1960 succeduto - 15 agosto 1970 deceduto)
  - Sede vacante (1970-1973)
- Gilberto Baroni † (10 febbraio 1973 - 30 settembre 1986 nominato vescovo di Reggio Emilia-Guastalla)

### Vescovi di Reggio Emilia-Guastalla
- Gilberto Baroni † (30 settembre 1986 - 11 luglio 1989 ritirato)
- Giovanni Paolo Gibertini, O.S.B. † (11 luglio 1989 - 27 giugno 1998 ritirato)
- Adriano Caprioli (27 giugno 1998 - 29 settembre 2012 ritirato)
- Massimo Camisasca, F.S.C.B. (29 settembre 2012 - 10 gennaio 2022 ritirato)
- Giacomo Morandi, dal 10 gennaio 2022

## Statistiche
La diocesi nel 2023 su una popolazione di 571.167 persone contava 500.056 battezzati, corrispondenti all'87,5% del totale.
| anno                               | popolazione | popolazione | popolazione | presbiteri | presbiteri | presbiteri | presbiteri                | diaconi | religiosi | religiosi | parrocchie |
| anno                               | battezzati  | totale      | %           | numero     | secolari   | regolari   | battezzati per presbitero | diaconi | uomini    | donne     | parrocchie |
| ---------------------------------- | ----------- | ----------- | ----------- | ---------- | ---------- | ---------- | ------------------------- | ------- | --------- | --------- | ---------- |
| diocesi di Reggio Emilia           |             |             |             |            |            |            |                           |         |           |           |            |
| 1950                               | 349.000     | 349.500     | 99,9        | 429        | 403        | 26         | 813                       |         | 32        | 302       | 256        |
| 1969                               | 353.481     | 354.284     | 99,8        | 462        | 402        | 60         | 765                       |         | 96        | 789       | 272        |
| 1980                               | 391.907     | 393.918     | 99,5        | 404        | 348        | 56         | 970                       | 13      | 73        | 597       | 282        |
| diocesi di Guastalla               |             |             |             |            |            |            |                           |         |           |           |            |
| 1950                               | 70.000      | 70.000      | 100,0       | 81         | 73         | 8          | 864                       |         | 10        | 101       | 29         |
| 1970                               | 64.000      | 64.000      | 100,0       | 59         | 52         | 7          | 1.084                     |         | 9         | 165       | 30         |
| 1980                               | 65.345      | 65.445      | 99,8        | 50         | 47         | 3          | 1.306                     |         | 3         | 116       | 30         |
| diocesi di Reggio Emilia-Guastalla |             |             |             |            |            |            |                           |         |           |           |            |
| 1990                               | 453.016     | 458.095     | 98,9        | 422        | 370        | 52         | 1.073                     | 41      | 64        | 583       | 319        |
| 1999                               | 465.134     | 480.114     | 96,9        | 377        | 332        | 45         | 1.233                     | 70      | 55        | 444       | 319        |
| 2000                               | 465.624     | 480.624     | 96,9        | 365        | 317        | 48         | 1.275                     | 70      | 62        | 420       | 319        |
| 2001                               | 474.084     | 489.727     | 96,8        | 363        | 313        | 50         | 1.306                     | 68      | 62        | 395       | 319        |
| 2002                               | 479.517     | 495.273     | 96,8        | 346        | 301        | 45         | 1.385                     | 67      | 55        | 375       | 319        |
| 2003                               | 484.893     | 501.911     | 96,6        | 346        | 296        | 50         | 1.401                     | 67      | 58        | 373       | 319        |
| 2004                               | 485.527     | 508.677     | 95,4        | 337        | 292        | 45         | 1.440                     | 67      | 69        | 375       | 319        |
| 2010                               | 504.133     | 569.853     | 88,5        | 317        | 273        | 44         | 1.590                     | 79      | 58        | 299       | 318        |
| 2014                               | 506.300     | 566.126     | 89,4        | 279        | 243        | 36         | 1.814                     | 99      | 53        | 308       | 318        |
| 2017                               | 505.000     | 566.126     | 89,2        | 279        | 241        | 38         | 1.810                     | 112     | 63        | 267       | 317        |
| 2020                               | 499.796     | 570.896     | 87,5        | 246        | 224        | 22         | 2.031                     | 126     | 40        | 227       | 314        |
| 2022                               | 499.972     | 571.095     | 87,5        | 242        | 211        | 31         | 2.066                     | 124     | 45        | 247       | 309        |
| 2023                               | 500.056     | 571.167     | 87,5        | 225        | 200        | 25         | 2.222                     | 130     | 40        | 234       | 306        |

### Per la sede di Reggio Emilia
- (EN) Reggio dell'Emilia, in Catholic Encyclopedia, New York, Encyclopedia Press, 1913.
- Francesco Lanzoni, Le diocesi d'Italia dalle origini al principio del secolo VII (an. 604), vol. II, Faenza, 1927, pp. 793-802
- Giuseppe Cappelletti, Le Chiese d'Italia dalla loro origine sino ai nostri giorni, vol. XV, Venezia, 1859, pp. 359-399
- Giovanni Saccani, I vescovi di Reggio-Emilia, Cronotassi, Reggio Emilia, 1902
- (LA)  Pius Bonifacius Gams, Series episcoporum Ecclesiae Catholicae, Leipzig, 1931, pp. 759-761
- (LA)  Konrad Eubel, Hierarchia Catholica Medii Aevi, vol. 1, pp. 417-418; vol. 2, p. 222; vol. 3, p. 284; vol. 4, p. 294; vol. 5, p. 331; vol. 6, p. 355
- (LA)  Decreto Quo aptius, AAS 76 (1984), pp. 1078

### Per la sede di Guastalla
- (EN) Diocese of Guastalla, in Catholic Encyclopedia, New York, Encyclopedia Press, 1913.
- Ireneo Affò, Antichità e pregi della Chiesa guastallese, Parma, 1774
- Giuseppe Cappelletti, Le Chiese d'Italia dalla loro origine sino ai nostri giorni, vol. XV, Venezia, 1859, pp. 425-440
- (LA)  Bolla De commisso nobis, in Bullarii romani continuatio, Tomo XVII, Romae, 1855, pp. 391-393
- (LA)  Pius Bonifacius Gams, Series episcoporum Ecclesiae Catholicae, Leipzig, 1931, p. 759